# Midilli (krstarica)
Midilli je bila krstarica klase Magdeburg u službi Otomanske mornarice.

## Povijest
Građena je u brodogradilištu u Stettinu za potrebe Njemačke carske mornarice. Kobilica je položena 1910. te je dovršena u svibnju 1912.